# Escut de Botswana
L'escut de Botswana es va adoptar el 25 de gener de 1966 i consisteix en un camper ovalat d'argent d'extrems punteguts, típic dels escuts tradicionals de l'Àfrica oriental, on figuren tres faixes ondades d'atzur al centre que representen la confiança de Bostwana en l'aigua, tres rodes dentades acoblades al cap que representen la indústria i un cap de bou a la punta que simbolitza la ramaderia.
L'escut està sostingut per dues zebres, en representació de la fauna natural del lloc, una que sosté un ullal d'elefant, en record de l'antic comerç d'ivori, i l'altra que sosté una espiga de sorgo, un producte agrícola important del país. A la part inferior, una cinta d'atzur on es llegix el lema nacional Pula ('pluja'). Aquest lema ressalta la importància que té l'aigua per a Bostwana.